# 萨尔努瓦
萨尔努瓦（法語：Sarnois，法語發音：[saʁnwa]）是法国瓦兹省的一个市镇，属于博韦区。

## 地理
萨尔努瓦（49°40'43"N, 1°55'4"E）面积5.56 平方千米，位于法国上法蘭西大區瓦兹省，该省份为法国北部内陆省份，北起索姆省，西接厄尔省和滨海塞纳省，南至塞纳-马恩省和瓦兹河谷省，东临埃纳省。
与萨尔努瓦接壤的市镇（或旧市镇、城区）包括：达梅罗库尔、达尔日、埃朗库尔、格朗维利耶、萨尔屈。

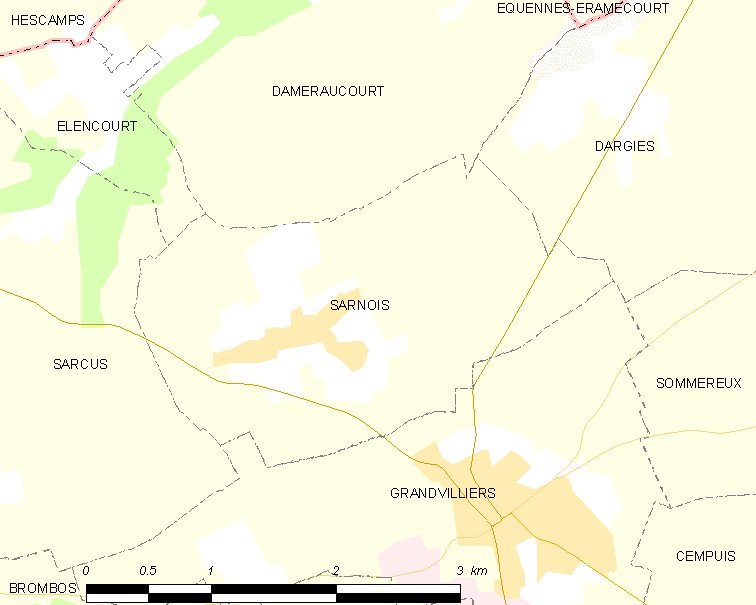
萨尔努瓦的OSM定位图

萨尔努瓦的时区为UTC+01:00、UTC+02:00（夏令时）。

## 行政
萨尔努瓦的邮政编码为60210，INSEE市镇编码为60605。

## 政治
萨尔努瓦所属的省级选区为格朗维利耶县。

## 人口

1962-2008年间萨尔努瓦人口变化图示

萨尔努瓦于2022年1月1日时的人口数量为350人。